# (1158) Luda
(1158) Luda ist ein Asteroid des Hauptgürtels, der am 13. August 1929 vom russischen Astronomen Grigori Nikolajewitsch Neuimin in Simejis entdeckt wurde.
Der Asteroid wurde mit einem weiblichen russischen Vornamen bezeichnet, der eine Kurzform von Ludmilla darstellt.